# Nowy Targ
Nowy Targ [ˈnɔvɨ ˈTark] (latin: Novum Forum , slovakisk: Nový Targ, tysk: Neumarkt, jiddisch: ניימארקט Naymarkt ) er en by i det sydlige Polen med 34.000 indbyggere (2006). Det er den historiske hovedstad i Podhale-regionen. Byen ligger i en dal under Gorcebjergene med Gorce Nationalpark der blev etableret i 1981 ved sammenløbet af floderne Biały og Czarny Dunajec . Administrativt er det i Powiat Nowotarski i Województwo małopolskie. Det var tidligere i Nowy Sącz Voivodeship (1975-1998).
Nowy Targ ligger i hjertet af det polske højland i en højde af 585–850 meter over havets overflade;

## Arkitektur

### St. Anna Kirke
St. Anna kirke er en trækirke, der ligger oven for byens kirkegård. Dens oprindelse dateres til det 15. århundrede, skønt lokale legender beskriver det som grundlagt i 1219.
Den er oprindeligt bygget i gotisk stil, blev det senere repareret og genopbygget med blandt andet et barokalter og malerier, en rokoko prædikestol og orgel- og klokketårn fra det 18. århundrede.

### Sankt Catherine Kirke
Kirken blev dedikeret til Sankt Katharina af Alexandria og blev bygget i 1346 af kong Casimir den Store. Det er den ældste eksisterende kirke i Podhale-regionen.
Kirken er blevet beskadiget af adskillige brande og militære angreb og derefter genopbygget og renoveret. Interiøret bevarer sin barokke karakter, især i alteret og sidekapellerne, selvom en del er kopier af originalerne af træ, der er mistet ved brande. Et maleri af Sankt. Catherine fra 1892 dominerer hovedalteret.

## Venskabsbyer
Nowy Targ er venskabsby med:
- Radevormwald, Tyskland
- Kežmarok, Slovakiet[2]
- Évry, Frankrig
- Roverbella, Italien